# João Paulo de Oliveira

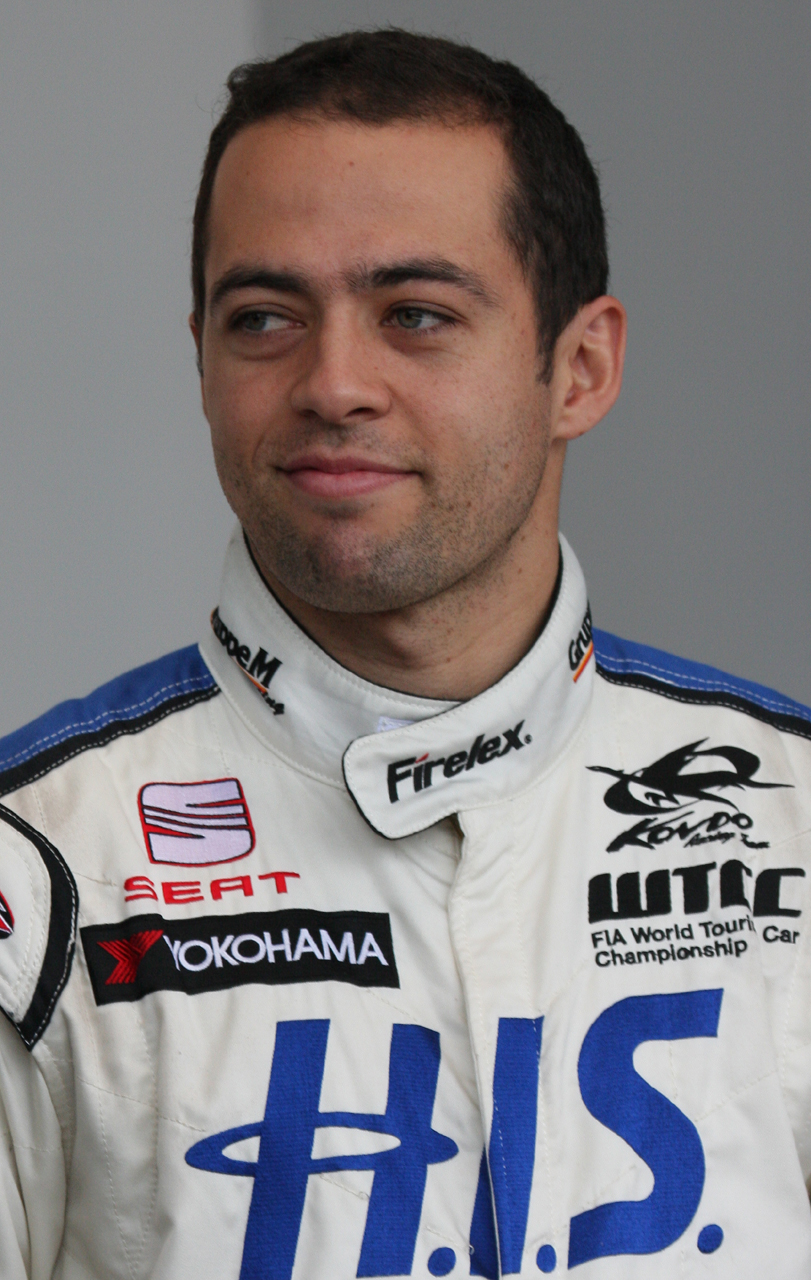
João Paulo de Oliveira

João Paulo de Oliveira, född den 13 juni 1981 i São Paulo, Brasilien, är en brasiliansk racerförare.

## Racingkarriär
De Oliveira blev sjua i det Tyska F3-mästerskapet 2001, vilket följdes upp med en tolfteplats 2002 året därpå. 2003 var en devalverad säsong, eftersom serien uppgått i F3 Euroseries, och kvar var en lågstatusserie, som de Oliviera vann överlägset. 2004 flyttade de Oliveira till det Japanska F3-mästerskapet, där han blev sexa, vilket han följde upp med titeln 2005. Efter en mellansäsong 2006 körde de Oliviera formel Nippon, där han blev åtta 2007, och sexa 2008.